# Pictus
Pictus es un género monotípico de musgos hepáticas perteneciente a la familia Amblystegiaceae. Su única especie: Pictus scoticus, es originaria de Reino Unido.

## Taxonomía
Pictus scoticus fue descrita por Clifford Charles Townsend y publicado en Journal of Bryology 12: 4. f. 1–2. pl. 1. 1982.